# Calhouns forsøg
Calhouns forsøg, også kendt som "museutopi", er et videnskabeligt eksperiment foretaget fra juli 1968 til 1972 og gentaget flere gange af en amerikansk etolog John Calhoun.

## Princippet
Eksperimentet bestod i at skabe et ideelt livsmiljø for en voksende population af mus, i begyndelsen otte individer. Musene havde ubegrænset adgang til mad, vand og materialer til bygning af reder. Alle rovdyr blev fjernet fra deres omgivelser, og de fik lægebehandling beskyttende befolkningen mod smitsomme sygdomme. Kun pladsbegrænsning kunne teoretisk hæmme populationens vækst–et kvadratisk bur med en sidelængde på 2,7 meter og en højde på 1,4 meter for at rumme op til 3840 individer.

## Forløbet
Forsøget varede 1.588 dage og kan opdeles i fire faser:
Tilpasningsperioden - varede indtil dag 104, hvor den første mus af en ny generation blev født. I løbet af denne korteste fase i forsøget har musene opdelt territoriet og begyndte at bygge første reder.
Perioden med hurtig vækst - fra dag 105 til dag 314. Antallet af mus fordobles hver 55 dage. Dominerende individer, hvis sociale status er højere, har flere afkom end svagere individer. Det kan ses, at mus er mere tilbøjelige end i den første fase at opholde sig i selskab med fremmede mus.
Stagnationsperioden - fra dag 315 til dag 559. I begyndelsen af denne fase var der 620 mus. Befolkningen fordobles hver 145 dage. Hos hanner observeres et gradvist tab af evnen til at forsvare sit eget territorium, mens hunnerne bliver mere aggressive og moderinstinktet forsvinder - afkommet bliver afvist af moderen. Der udvikles homoseksuel adfærd - dominante hanner bruger svagere. I denne fase nåede bestanden sit højdepunkt på 2.200 individer. Kun en femtedel af kasser til beboelse var permanent beboet.
Sammenbrudsperioden - fra dag 560, hvor vækstraten blev negativ, til dag 1588, hvor den sidste mus døde, og eksperimentet blev afsluttet. Det var den længste fase af forsøget. Hunnerne sjældnere og sjældnere blev gravide, og i den afsluttende fase af forsøget har befolkningen mistet evnen til at reproduceres. Dag 600 var den sidste for en levende fødsel. Den sidste samleje var på dagen 920. Man observerede en fuldstændig forsvinden af social adfærd, såsom at forsvare territorium og afkom. Musenes aktiviteter begrænsedes til at opfylde de naturlige kropsbehov og tage sig af sit udseende.